# 卡洛·马佐尼
–
卡洛·马佐尼，（義大利語：Carlo Mazzone，1937年3月19日—2023年8月19日），意大利足球教练。

## 球员生涯
卡洛·马佐尼在球员时代是一名中后卫，最初效力于罗马青年队。1959年5月他首次代表罗马队出场。次赛季他转会到Spal队效力，不久又转到意丙联赛的锡耶纳足球俱乐部。1960年他转会到了阿斯科利足球俱乐部。之后九年中，他大多数时间作为队长在阿斯科利足球俱乐部效力，出场221场，打入11球。1968-1969赛季，马佐尼退役，暂时代理俱乐部主教练。

## 执教经历
球队成绩的好转让马佐尼得以转正，之后的三个赛季中阿斯科利成绩逐步提高。1971-1972赛季，球队赢了23场球，获得丙级联赛B组冠军，升入意乙联赛，这也是阿斯科利队历史上的第一次升级。马佐尼率领阿斯科利再接再厉，在1973-1974赛季获得乙级联赛亚军，升入了意甲联赛，并且在其后的赛季里获得意甲联赛第12名，保级成功。
在阿斯科利的成功执教让马佐尼获得了担任佛罗伦萨主教练的机会。他率领球队获得了1975年的英義联赛杯和1976-1977赛季的第三名，但球队在1977-1978赛季的糟糕表现让马佐尼离开了佛罗伦萨，担任了新升入甲级的卡坦扎羅主教练。1978-1979赛季中，他率领球队保级成功，并闯入意大利杯半决赛，但在第二个赛季因成绩不佳下课。不久之后，马佐尼回到了正有降级危险的阿斯科利队，带队保级成功，并在第二个赛季获得了第六名的成绩，但1984-1985赛季因战绩不佳下课。
1985-1986赛季，马佐尼在博洛尼亚队执教，因为只获得了第六名，没有完成升级任务而离开。次赛季他开始执教莱切。在莱切的四个赛季里，他率队升上了意甲联赛，并两次保级成功。离开莱切后，马佐尼在佩斯卡拉执教了一个赛季，之后来到了卡利亚里队。他带领球队获得了第六名，使卡利亚里队在21年后可以再次参加联盟杯。
马佐尼在卡利亚里的成功让他获得了执教他最喜爱的罗马队的机会。在他执教罗马的三年中，罗马获得了一次第七名，两次第五名。期间他发现了弗朗切斯科·托蒂的天才。他在1993年3月28日于罗马对布雷西亚的赛事中首次为罗马上场，时仅16岁。由于单在1994-95年一个赛季已射入21球，只有17岁，便从此奠定球队的首发地位。马佐尼离开罗马后又曾在多家俱乐部任教。1998-1999年他回到博洛尼亚执教，率领拥有罗伯特·巴乔和朱塞佩·希格诺里的博洛尼亚队获得国际托托杯冠军，并闯入联盟杯半决赛，但因客场进球少输给了马赛队。
在佩鲁贾执教了一个赛季之后，马佐尼来到了刚升级的布雷西亚队。他再次有机会和罗伯特·巴乔合作，并将年轻的安德列·皮尔洛的位置挪到了后腰。马佐尼的执教使弱旅布雷西亚不仅得以保级，还获得了参加联盟杯的机会和国际托托杯的亚军。2001年9月30日，在布雷西亚对阵亚特兰大队的比赛中，布雷西亚把比分扳平后，马佐尼狂奔七十米，回击了那些在整场比赛中对他和罗马进行个人攻击的球迷。2002年马佐尼获得了金座椅奖中的终身成就奖。2003年马佐尼离开了布雷西亚队。
2003-2004赛季马佐尼第三次执教博洛尼亚队，但这次执教以博洛尼亚于2004-2005赛季降级附加赛中负于帕尔马，降入乙级联赛告终，这也是马佐尼执教生涯中遭遇的又一次附加赛降级，他因此决定休息一段时间。2006年2月7日，他重新出山，就任利沃诺主教练，以接替多纳多尼留下的空缺。不久，他得以超过洛科，成为参加意甲联赛场数最多的主教练。但赛季末马佐尼因执教成绩不佳宣布辞职。